# 살바토레 바니
살바토레 바니(이탈리아어: Salvatore Bagni [salvaˈtoːre ˈbaɲɲi][*], 1956년 9월 25일, 에밀리아-로마냐 주 코레조 ~)는 이탈리아의 전 축구 선수로, 현역 시절 주로 중앙 미드필더로 활약했다. 그는 현재 단장으로 활동하고 있다. 바니는 이탈리아의 몇몇 구단에서 두루 활약했는데, 특히 인테르나치오날레 소속으로는 코파 이탈리아를, 나폴리 소속으로는 "방패"와 코파 이탈리아를 동시 석권하여 2관왕을 달성했다. 국가대항전에서는 이탈리아 국가대표팀 일원으로 41번의 경기에 출전했고, 1984년 하계 올림픽과 1986년 월드컵에 참가했다.

## 클럽 경력
바니는 로마뇰계 축구인 부친과 시칠리아의 젤라 출신 모친 사이에서 유년 시절을 보냈다.
그는 세리에 D의 카르피 (1975–1977) 소속으로 첫 성인 무대를 경험했고, 이후 세리에 A의 페루자(1977–1981)로 이적해 보다 인상적인 활약을 펼치고 이탈리아의 거함인 인테르나치오날레(1981–1984)로 둥지를 옮겨 1982년에 코파 이탈리아를 우승했고, 가브리엘레 오리알리를 대체할 미드필더로 각광받았다.
바니는 나폴리 시절 활약상으로 가장 많이 회자되는데,(1984–1988) 1986-87 시즌에 방패와 코파 이탈리아를 동시에 들어올렸는데, 이 중 리그는 나폴리 역사상 총 3번밖에 되지 않는 리그 우승 중 첫 우승이었다. 나폴리 시절, 바니는 페르난도 데 나폴리와 같이 중원을 맡아, 구단의 거물급 플레이메이커 디에고 마라도나를 수비적으로 지원했다.
그는 이후 세리에 B의 아벨리노에서 1년을 보내고(1988–89) 은퇴했다. 그는 세리에 A 무대에서 총 52골을 기록했다.

## 국가대표팀 경력
바니는 1978년부터 1980년까지 이탈리아 U-21 국가대표팀 경기에 12번 출전해 5골을 기록했는데, 그리스를 상대로는 해트트릭도 달성했다. 그는 U-21 국가대표팀 시절에 2번의 유럽 U-21 선수권 대회에 2번(1978, 1980) 출전했고, 1984년 하계 올림픽에도 참가했는데, 후자의 대회에서 이탈리아는 준결승전에 올라 4위로 대회를 마쳤다.
바니는 이후 1981년부터 1987년까지 이탈리아 성인 국가대표팀 경기에 41번 출전해 5골을 기록했다. 그는 1981년 1월 6일에 네덜란드를 상대로 성인 국가대표팀 첫 경기를 치렀는데, 결과는 1-1 무승부였다. 그는 1984년 2월 4일에 5-0으로 이긴 멕시코와의 경기에서 시작 20초 만에 선제골을 기록했다. 그는 29년 동안 이탈리아 국가대표팀 역사상 최단 시간 득점자로 이름을 올렸는데, 이후 이 기록은 에마누엘레 자케리니가 29년 뒤에 2-2로 비긴 아이티전에서 1점 차로 경신했다. 바니는 1978년과 1982년 월드컵에 이탈리아 선수단의 40인 예비 명단에 이름을 올렸고, 대회 전 비공식, 실험용 친선경기에도 출전했지만, 성과가 좋지 않아 두 대회 모두 본선에 낙마했고, 이후 이탈리아는 두 대회에서 각각 4위와 우승의 성적을 거두었다. 그는 이후 1986년 월드컵에 엔초 베아르초트 감독의 선수단에 이름을 올려 등번호 10번을 달고 참가했다.

## 경기 방식
인자하고 근면하며 이타적인 바니는 끈질기고, 거칠게 견제하는 선수로, 기술력과 이타적 정신이 출중했고, 주로 중원이나 광역, 혹은 수비형 미드필더로 현역 시절 대게 활약해, 공을 회수하고 공격을 전개하는 역할을 맡았다. 그는 친절한 성격과 대조적으로 위협적이고 무모한 견제로, "전사"란 꼬리표가 따라붙었다. 끈질긴 경기 방식 외에도, 나폴리 시절 태도 문제로 구설수에 올랐었는데, 그는 경쟁 구단인 로마와의 경기에서 도발적인 손동작으로 나폴리와 사이가 당시 좋았던 로마의 관중을 조롱했고, 그 결과 두 구단 지지자들의 관계가 악화되었다. 비록 그는 활력이 넘치는 중원의 공 회수자로 명성이 자자했지만, 그는 현역 시절에 준수한 골 결정력을 발휘했고, 보다 공격적인 역할을 맡은 초년 시절처럼 측면 미드필더나 공격수도 맡았는데, 그는 이탈리아 축구에서 도약하면서 처음에 공격적 역량으로 주목받았었다.

## 사생활
바니는 레티차 투르키(1952년생)를 배우자로 맞이해 슬하에 3명의 자식을 두었다: 엘리사베타, 잔루카, 그리고 라파엘레. 1992년, 그의 막내 아들이 3세의 나이에 교통 사고로 잃는 참극을 당했다.

## 수상

### 클럽
인테르나치오날레
- 코파 이탈리아: 1981–82

나폴리
- 세리에 A: 1986–87
- 코파 이탈리아: 1986–87